# Baroni von Cavalcabò

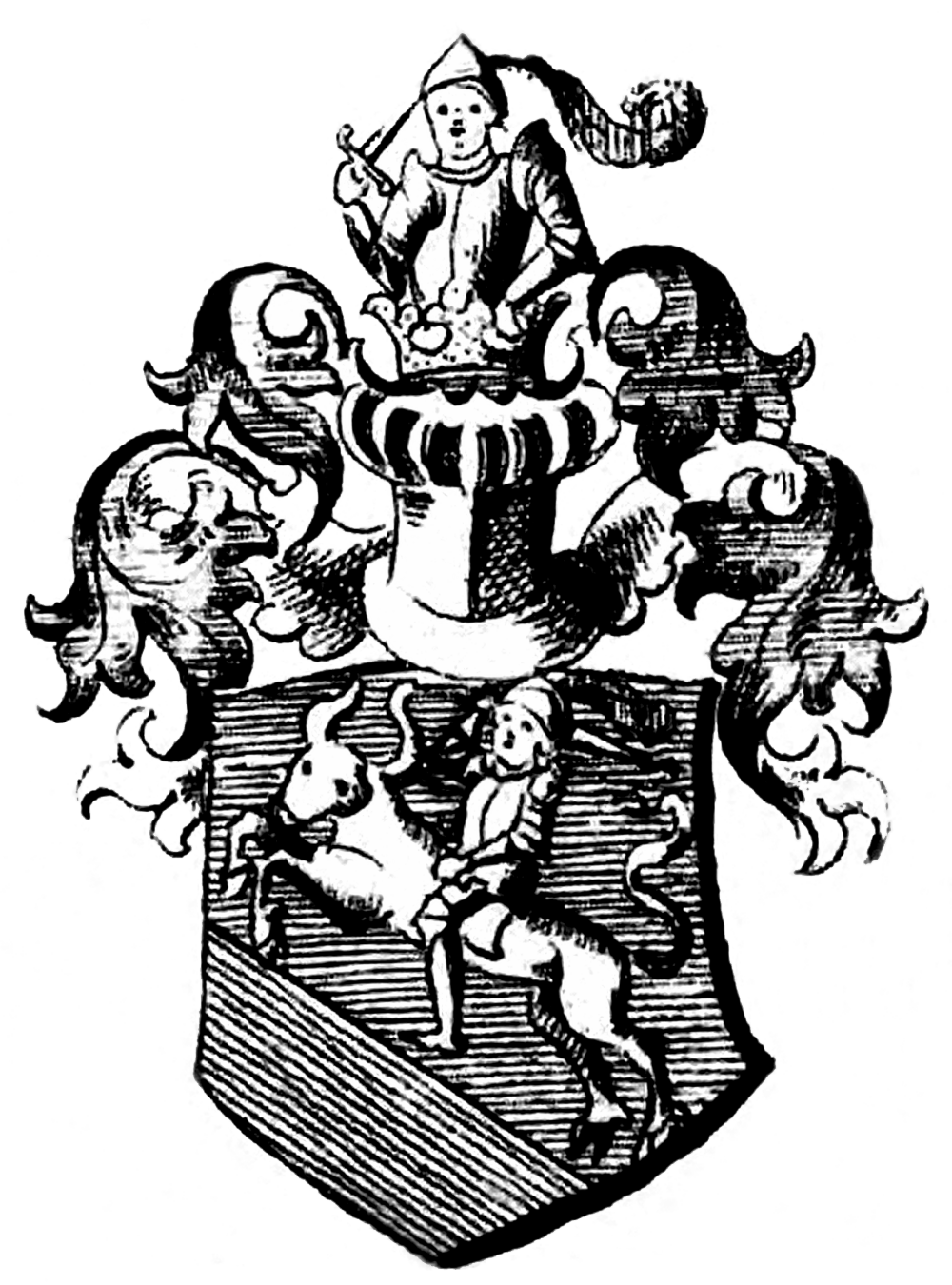
Wappen der Baroni von Cavalcabò

Die Baroni von Cavalcabò waren eine Tiroler Adelsfamilie aus dem Trentino.

## Geschichte
Wie die Baroni von Berghof und Baroni von Ehrenfeld stammten die Baroni von Cavalcabò aus Rovereto im Bistum Trient. Ob und inwieweit die Baroni von Cavalcabò mit den Cavalcabò aus Cremona stammesverwandt waren, konnte noch nicht festgestellt werden.
Ein Baroni soll einst auf einem Ochsen einen Fluss überquert haben, um seine Landsleute vor dem nahenden Feind zu warnen (Cavalcabò = Ochsenreiter), daher das spätere Wappen.
Für einen Felix Baroni-Cavalcabo fand 1788 eine Reichsadelsverhandlung statt. Wohl in Folge fand die Standeserhöhung statt. In die Tiroler Adelsmatrikel immatrikuliert wurden die Baroni von Cavalcabo 1805.
Das Geschlecht erlosch im Mannesstamm 1879.

## Namensträger
- Weibliche Familienangehörige heirateten zweimal in die Familie der späteren Grafen Bossi-Fedrigotti von Ochsenfeld (de Campobove) ein:[5]
  - Flora degli Abrami Cavalcabò, Tochter des Giacomo Abrami Cavalcabò und der Marietta dei Guerrieri ehelichte Antonio de Bossi († 1596).
  - Margherita dei Baroni Cavalcabò vermählte sich am 4. Februar 1682 mit Giovanni Bossi-Fedrigotti von Ochsenfeld (1653–1723), der den Reichsadelsstand mit dem Prädikate von Ochsenfeld durch Kaiser Karl VI. am 23. Januar 1717 zu Wien sowie die Anerkennung der Abstammung vom Hause Bossi aus Mailand erhielt.
- Gaspare Antonio Baroni Cavalcabò (* 1682 in Sacco; † 1759 in Villa Lagarina) war Barockmaler.
- Eduard Baroni von Cavalcabò, Landrat und Abgeordneter zum österreichischen Reichstag[6]
- Elisabetta Baroni von Cavalcabò (* 1728) heiratete Franz Gelmini von Kreutzhof
- Julie (* 16. Oktober 1813 in Lemberg; † 2. Juli 1887 in Graz), Tochter des Hauptregierungsrats Ludwig Cajetan Baroni von Cavalcabò und der  Sängerin Josephine Baroni von Cavalcabò, der späteren Geliebten und Alleinerbin von Mozarts Sohn Franz Xaver Wolfgang Mozart, war eine Pianistin und Komponistin, Schülerin dieses Franz Xaver Mozart in Lemberg. Sie heiratete Wilhelm Weber, Edlen von Webenau (* 2. April 1796 in Klagenfurt; † 16. August 1841), k. k. Appellationsrat und Mitglied der Gesetzgebungs-Hof-Kommission in Wien.[7] Ihr widmete Robert Schumann seine Humoreske B-Dur op. 20 (1838/39).

## Wappen
1788/1805: In Blau auf einem silbernen Ochsen einen grünen Berg hinanspringend, ein geharnischter Mann mit einem Schwert in der Rechten. Auf dem Helm wachsend ein geharnischter Mann mit Schwert. Die Decken sind blau und silbern.